# 三田西インターチェンジ
三田西インターチェンジ（さんだにしインターチェンジ）は、兵庫県三田市にある舞鶴若狭自動車道のインターチェンジ。舞鶴若狭自動車道吉川JCT - 敦賀JCT (約162km) での兵庫県側最初のインターチェンジである。

## 沿革
- 1988年（昭和63年）3月24日：吉川JCT - 丹南篠山口IC間開通に伴い、供用開始（当時の路線名は舞鶴自動車道）[1]。
- 2010年（平成22年）6月28日0時に開始された高速道路無料化社会実験では実質的に舞鶴若狭自動車道での無料区間の起点および終点のインターチェンジとなったため[2]、利用車両の増加で出口では本線へ列なる渋滞が発生することがあった[要出典]。

## 周辺
- 広野駅（JR西日本・福知山線）
- 北摂三田テクノパーク
- 関西学院大学神戸三田キャンパス
- 兵庫県立三田祥雲館高等学校
- ウッディタウン

## 接続する道路
- 直接接続
  - 兵庫県道92号三田西インター線
  - 兵庫県道719号三田西インター吉川線

- 間接接続
  - 兵庫県道720号テクノパーク三田線

## 料金所
- ブース数：4

### 入口
- ブース数：2
  - ETC専用：1
  - ETC•一般：1

### 出口
- ブース数：2
  - ETC専用：1
  - 一般：1

## バス停留所
料金所外側と県道上にバス停留所（三田西インターバスストップ）が設けられている。
料金所外側のバス停留所は1999年以降休止となっていたが、2018年より使用が再開されている。

### 停車する路線
- 神姫バス
  - 新大阪 - 三田線

## 隣
E27 舞鶴若狭自動車道
(6) 吉川JCT - 上荒川PA - (1) 三田西IC - (2) 丹南篠山口IC